# Anne Schedeen
Luanne Ruth "Anne" Schedeen, född 8 januari 1949 i Portland i Oregon, är en amerikansk skådespelare. Schedeen är mest känd för rollen som Kate Tanner i den amerikanska tv-serien ALF.

## Filmografi (urval)
| År        | Titel         | Roll           | Notering    |
| --------- | ------------- | -------------- | ----------- |
| 1986–1990 | ALF           | Kate Tanner    | 101 avsnitt |
| 1989      | Magnum P.I.   | Audrey Gilbert | 1 avsnitt   |
| 1986      | Tracys hämnd  | Charlotte      | 3 avsnitt   |
| 1982–1985 | Simon & Simon | Bailey Randall | 2 avsnitt   |
| 1984      | Modedockorna  | Sara Frank     | 13 avsnitt  |
| 1984      | Skål          | Emily Phillips | 1 avsnitt   |